# Anacron
Nei sistemi Unix e Unix-like anacron è un demone che si occupa di eseguire periodicamente comandi in base ad un file di configurazione, generalmente /etc/anacrontab.

## Sintassi del file di configurazione
Il file di configurazione, generalmente /etc/anacrontab, segue una sintassi molto semplice:
- tutte le righe vuote, o quelle che iniziano con # (commenti), sono ignorate;
- le righe nella forma

```
   VARIABILE = VALORE
```

costituiscono un'assegnazione di un valore a una variabile. La variabile manterrà il valore assegnatole da tale istruzione fino alla fine del file, o fino alla successiva assegnazione;
- le righe che specificano i task da eseguire hanno invece la sintassi:

```
   PERIODO    INTERVALLO    NOME    COMANDO
```

dove
- PERIODO rappresenta il numero di giorni tra un'esecuzione e l'altra del task, ovvero, più semplicemente, ogni quanti giorni questo debba essere eseguito;
- INTERVALLO rappresenta il numero di minuti dopo i quali si debba eseguire l'operazione nei giorni prefissati;
- NOME è un identificatore del task;
- COMANDO rappresenta l'eseguibile (o lo script di shell) da eseguire.